# جوزيف كوران
جوزيف كوران (بالإنجليزية: Joseph Curran)‏ هو مدرب كرة سلة أمريكي، ولد في 28 يونيو 1922 في هورنيل في الولايات المتحدة، وتوفي في 28 يناير 2012.